# Xu Mingfu
Xu Mingfu (chinesisch 徐铭甫; * 17. Juli 1997 in Jilin) ist ein chinesischer Skirennläufer. Er startet in allen Disziplinen.

## Karriere
Mingfu gab sein internationales Renndebüt im Dezember 2014 bei den FIS-Rennen in Zhangjiakou. Sein erstes internationales Großereignis bestritt er drei Jahre später bei den Weltmeisterschaften in St. Moritz. Dort erreichte er als beste Platzierung den 74. Platz im Slalom.
In den darauffolgenden Jahren startete Mingfu hauptsächlich bei Rennen des Far East Cup sowie bei FIS-Rennen. Ausnahme hierbei bildeten die Weltmeisterschaften 2019, wobei er den Rang 81 im Riesenslalom belegte.
2022 nahm Mingfu erstmals an Olympischen Winterspielen teil. Bei den Wettkämpfen in Peking erreichte er als beste Platzierung den 15. Rang im Mannschaftswettbewerb. Zudem konnte er sich als erster chinesischer Skirennläufer in einem olympischen Abfahrtsrennen klassieren. Er belegte den 36. und letzten Platz mit über 14 Sekunden Rückstand auf Olympiasieger Beat Feuz  und über 4 Sekunden Rückstand auf den Vorletzten, Albin Tahiri aus dem Kosovo.
Am 7. Januar bzw. 8. Januar 2024 gewann Xu Mingfu die Ersten im Rahmen des Far East Cup ausgetragenen Abfahrtsrennen. Dadurch sicherte er sich als erster chinesischer Skirennläufer eine Disziplinenwertung im Far East Cup.

## Erfolge

### Olympische Winterspiele
- Peking 2022: 15. Mannschaft, 17. Kombination, 33. Riesenslalom, 36. Abfahrt, DNF Super-G, DNF Slalom

### Weltmeisterschaften
- St. Moritz 2017: 74. Slalom, 77. Riesenslalom
- Åre 2019: 81. Riesenslalom

### Asienspiele
- Sapporo 2017: 13. Riesenslalom

### Far East Cup
- Saison 2023/24: 1. Abfahrtswertung
- 2 Siege

| Datum          | Ort     | Land                | Disziplin |
| -------------- | ------- | ------------------- | --------- |
| 7. Januar 2024 | Yanqing | Volksrepublik China | Abfahrt   |
| 8. Januar 2024 | Yanqing | Volksrepublik China | Abfahrt   |

### Australian New Zealand Cup
- 2 Platzierungen unter den besten 15

### Weitere Erfolge
- 7 Siege bei FIS-Rennen